# Katajsk
Katajsk (Russisch: Катайск) is een stad in de Russische oblast Koergan, gelegen aan de instroom van het riviertje de Katajka in de Iset (zijrivier van de Tobol) op 214 kilometer ten noordwesten van Koergan in de Centrale Trans-Oeral. De stad staat onder jurisdictie van het gelijknamige gemeentelijke district Katajski, waarvan het tevens het bestuurlijk centrum vormt.

## Geschiedenis en economie
De stad werd gesticht in 1655 door Russische zemleprochodtsy als de ostrog (houten fort) Katajski als bescherming tegen aanvallen van de Basjkieren. Het hydroniem van de rivier, waarnaar de stad is vernoemd, is afgeleid van de Basjkierse stam Kataj. De plaats vormde tot de 19e eeuw een grenspost en handelsplaats aan de Siberische Trakt. In de 19e en begin 20e eeuw was Katajski een groot centrum voor de handel in graan. Begin 20e eeuw bevonden zich er 91 winkels en enkele handwerksplaatsen; boterkarnerijen, leerlooierijen, pottenbakkerijen en schaapsvachtlooierijen.
In 1911 werd een spoorlijn door de plaats aangelegd en in 1933 werd Katajski een spoorwegknooppunt aan de spoorlijn tussen Jekaterinenburg en Koergan. In 1944 kreeg Katajsk de status van stad. Tot 1957 bestond de stad bijna volledig uit landbouwhuizen. Daarna werden vanaf 1961 Sovjetflatgebouwen met 4 tot 5 verdiepingen neergezet in de stad.
In het stadje bevinden zich fabrieken voor de productien van pompen, gewapend beton, bakstenen, combi-veevoeders, boter en brood. In de landbouwregio rond de stad worden graan, maïs en groenten gekweekt en vee gehouden (varkenshouderijen, kippenboerderijen en gespecialiseerde ganzenhouderijen).

## Demografie
| 1959   | 1970   | 1979   | 1989   | 2002   |
| ------ | ------ | ------ | ------ | ------ |
| 11.800 | 14.300 | 15.500 | 16.789 | 15.836 |

Bestuurlijk centrum: Koergan

Dalmatovo · Katajsk · Koertamysj · Makoesjino · Petoechovo · Sjadrinsk · Sjoemicha · Sjtsjoetsje